# Ойо
Вижте пояснителната страница за други значения на Ойо.
Ойо е един от 36-те щата на Нигерия. Площта му е 27 648 квадратни километра, а населението – 7 840 900 души (по проекция за март 2016 г.). Създаден е на 3 февруари 1976 г. Щатът е разделен допълнително на 33 местни правителствени зони. Намира се в часова зона UCT+1.